# Фишер, Эрнст Петер
Эрнст Петер Фишер (нем. Ernst Peter Fischer, род. 18 января 1947 года, Вупперталь) — немецкий исследователь, историк и публицист.

## Биография
Эрнст Петер Фишер изучал математику, физику и биологию в Калифорнийском Технологическом Институте (закончил в 1977 году) вместе с Максом Дельбрюком. В 1987 занимался историей науки при Концтанцском университете. Тогда же ему было присуждено звание профессора. До 2011 года преподавал историю науки в Хайдельбергском университете. С 1989 по 1999 был издателем «Mannheimer Forums», как преемник Хоймара фон Дитфурта.
Эрнст Петер Фишер описывает в своей книге Die andere Bildung важнейшие достижения естесновенно-научных исследователей. Его статьи также публикуются в журналах GEO, Bild der Wissenschaft, Weltsoche и die FAZ.
Ведет блог, где публикует размышления по философским и научным вопросам и актуальным событиям.
В 2013 году читает цикл лекций при Хайдельбергском университете «История известных ислледователей».

## Награды
- Премия Эдуарда Рейна (2003)